# Dębowa Kłoda (Parczew)
Pour les articles homonymes, voir Dębowa Kłoda.
Dębowa Kłoda (prononciation [dɛmˈbɔva ˈkwɔda]) est un village de la gmina de Dębowa Kłoda du powiat de Parczew dans la voïvodie de Lublin, situé dans l'est de la Pologne.
Le village est le siège administratif (chef-lieu) de la gmina appelée gmina de Dębowa Kłoda.
Il se situe à environ 12 kilomètres à l'est de Parczew (siège du powiat) et 50 kilomètres au nord-est de Lublin (capitale de la voïvodie).

## Histoire
De 1975 à 1998, le village est attaché administrativement à l'ancienne Voïvodie de Biała Podlaska.

Depuis 1999, il fait partie de la nouvelle voïvodie de Lublin.